# HD117409
HD117409 — подвійна зоря. 
Дана подвійна система має видиму зоряну величину в смузі V приблизно 8,7.

## Подвійна зоря
Головна зоря цієї системи належить до хімічно пекулярних зір й має спектральний клас A5.
Інша компонента має  спектральний клас A9.